# Musicante
Musicante è il sesto album in studio del cantautore italiano Pino Daniele, pubblicato il 18 maggio 1984 dalla EMI Italiana.

## Il disco
L'album annovera tra gli altri la presenza alle percussioni del brasiliano Naná Vasconcelos. Tra la chitarra rock di alcuni brani (Keep on Movin', Io ci sarò) si insinuano melodie e ritmi che portano a sonorità africane, a tratti arabeggianti che già accennano alla world music. Trovano ancora spazio i temi sociali come quello del contrabbando trattato con delicatezza nel brano Stella nera.

## Tracce
Testi e musiche di Pino Daniele.
Lato A
1. Keep on Movin' – 4:18
2. Just in Mi – 3:54
3. Disperazione – 4:04
4. Lassa che vene – 2:53
5. Io ci sarò – 3:49

Lato B
1. Oi né – 5:04
2. Stella nera – 3:50
3. Santa Teresa – 3:06
4. Acchiappa acchiappa – 5:12
5. Lazzari felici – 2:37

## Formazione
- Pino Daniele – voce, chitarra battente (eccetto traccia 10), mandoloncello (tracce 1, 4 e 8), chitarra elettrica (tracce 1, 2, 5, 6, 7 e 9), chitarra classica (tracce 3, 4, 8 e 10)
- Alphonso Johnson – basso (tracce 1, 3, 5-9)
- Joe Amoruso – pianoforte (tracce 1, 3 e 4), tastiera (tracce 1-3, 5-9), sintetizzatore (traccia 9), carillon (traccia 10), arrangiamento
- Agostino Marangolo – batteria (tracce 1-3, 5, 7-9)
- Franco Faraldo – tammorra (traccia 2)
- Naná Vasconcelos – percussioni (tracce 3, 4, 8-10)
- Mel Collins – sassofono contralto (tracce 3 e 5), sassofono soprano (traccia 7)
- Rino Zurzolo – contrabbasso (tracce 8, 10)
- Dario Massari - Farlight programmer

## Classifiche

### Classifiche settimanali
| Classifica (1984) | Posizione massima |
| ----------------- | ----------------- |
| Italia            | 2                 |

### Classifiche di fine anno
| Classifica (1984) | Posizione |
| ----------------- | --------- |
| Italia            | 13        |